# Fjärrförhör
Fjärrförhör (originalets titel Dálkový výslech) är en bok av den tjeckoslovakiska dramatikern Václav Havel utgiven 1986.

## Svensk översättning
Boken översattes av Karin Mossdal i samarbete med Miloslava Slavíčková och gavs ut på Ordfront förlag 1987.